# Remomeix
Remomeix [ʁəmɔmɛks] est une commune française située dans le département des Vosges en région Grand Est.

## Géographie

### Localisation
Remomeix occupe une partie large et peu accidentée de la vallée de la Fave et à seulement 5 km à l'est de Saint-Dié-des-Vosges, choisie d'après ces critères pour recevoir un petit aérodrome.
Le village s'est développé le long de l'ancienne route de Strasbourg (D420) au voisinage du pont de la Fave. D'architecture traditionnelle, les maisons sont implantées en ordre discontinu, avec recul variable par rapport à l'alignement. Récemment, l'urbanisation s'est fixée en extension linéaire du centre, au lieudit la Grosse Gravière, mais les hameaux anciens, situés plus au sud, la Voivre, la Pêcherie, les Fontenys, les Nolles, la Voivrelle et le Faing-Thierry voient aussi des constructions nouvelles.

### Géologie et relief
Vallée de la Fave, Zone naturelle d'intérêt écologique, faunistique et floristique (ZNIEFF).

### Sismicité
Commune située dans une zone 3 de sismicité modérée.
| Sainte-Marguerite | Pair-et-Grandrupt | Pair-et-Grandrupt |
| Sainte-Marguerite | Remomeix          | Pair-et-Grandrupt |
| Entre-deux-Eaux   | Coinches          | Coinches          |

### Hydrographie et les eaux souterraines
Hydrogéologie et climatologie : Système d’information pour la gestion des eaux souterraines du bassin Rhin-Meuse :
Territoire communal : Occupation du sol (Corinne Land Cover); Cours d'eau (BD Carthage),
Géologie : Carte géologique; Coupes géologiques et techniques,
 Hydrogéologie : Masses d'eau souterraine; BD Lisa; Cartes piézométriques.
La commune est située dans le bassin versant du Rhin au sein du bassin Rhin-Meuse. Elle est drainée par la Fave et le ruisseau de Coinches,.
La Fave, d'une longueur totale de 22,2 km, prend sa source dans la commune de Lubine et se jette dans la Meurthe à Saint-Dié-des-Vosges, après avoir traversé onze communes.
La forêt communale est divisée en deux zones, la Rappe et le Clainchapt. C'est un terrain propice à la chasse.

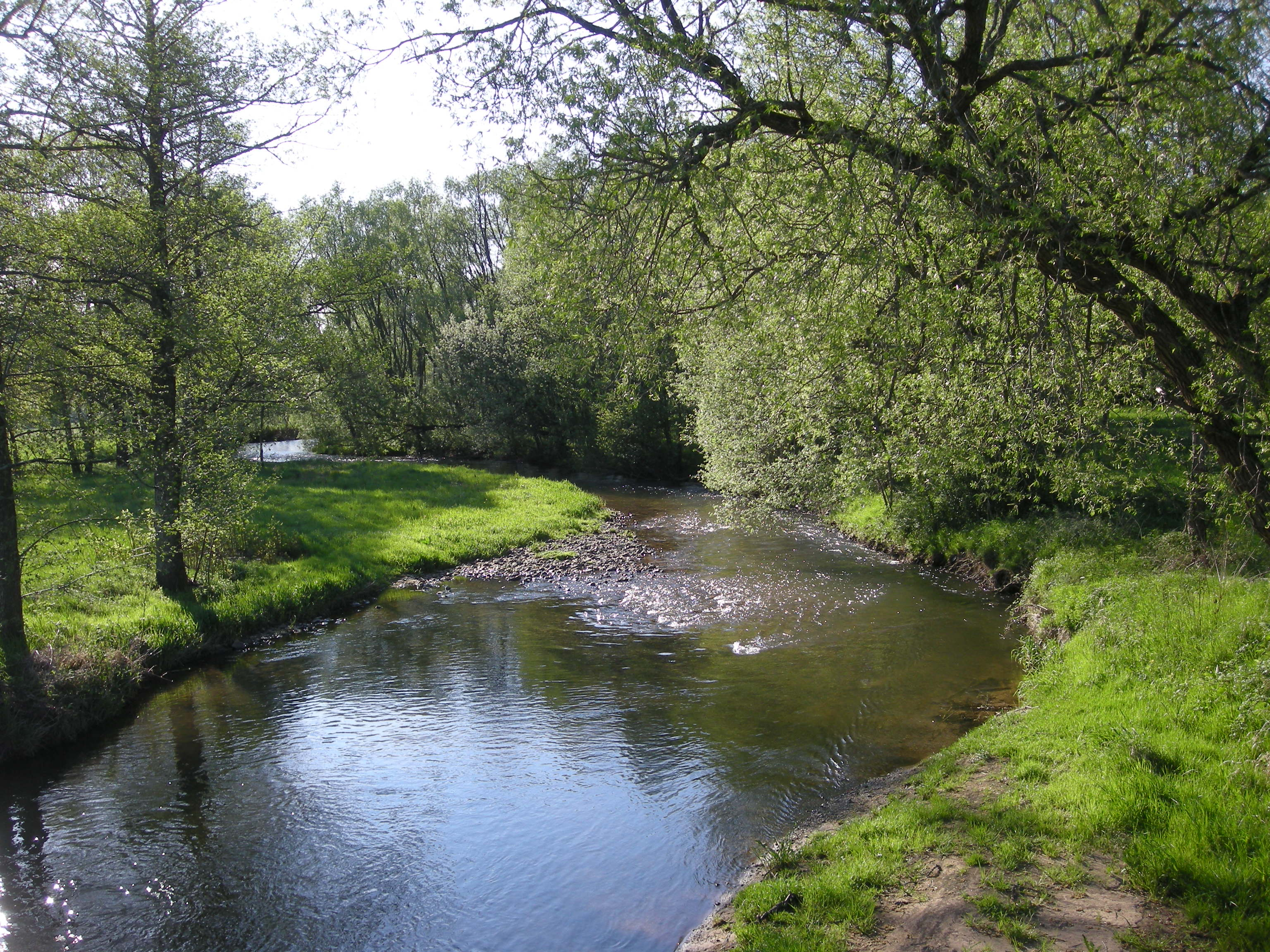
La Fave
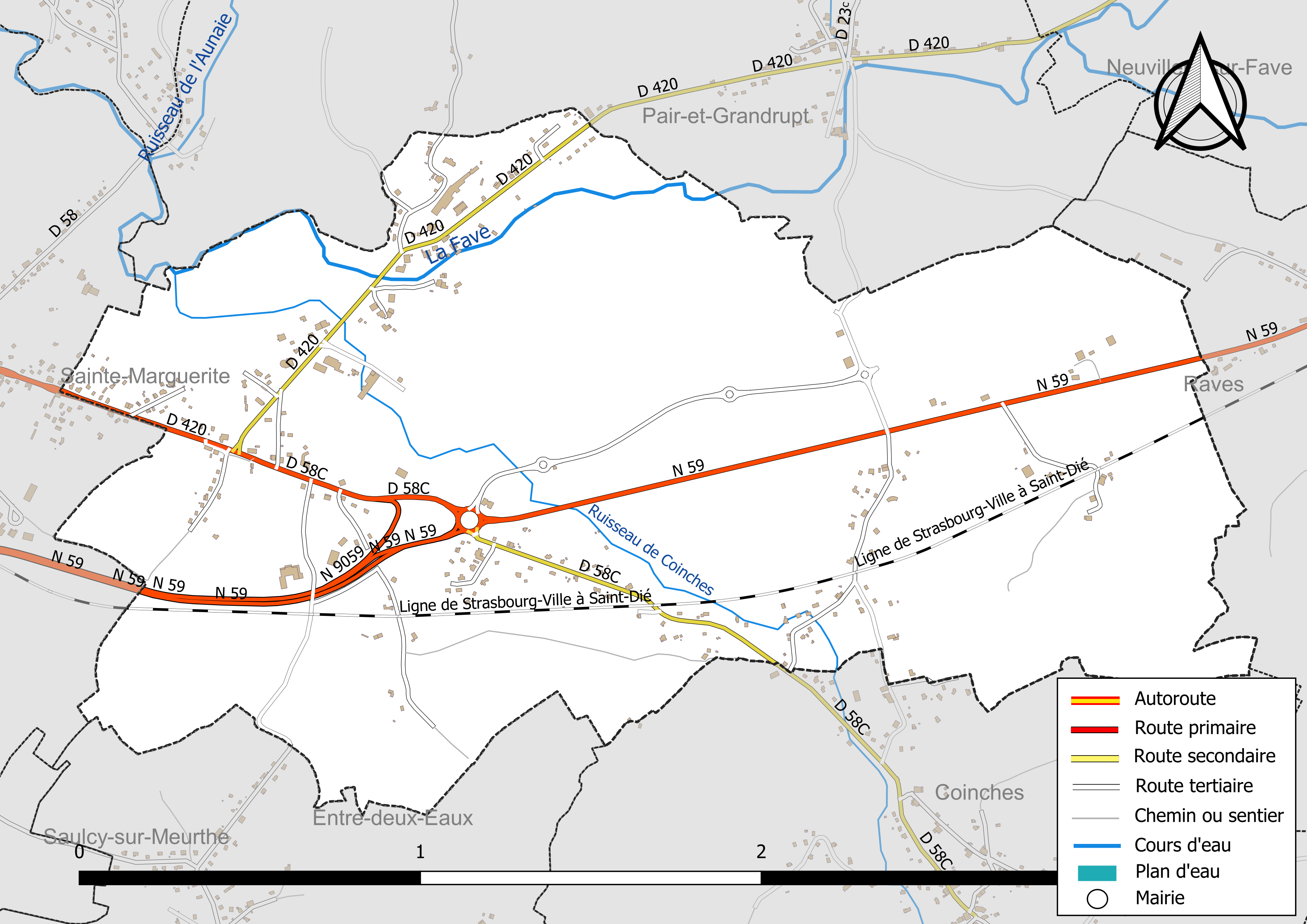
Réseaux hydrographique et routier de Remomeix.

La qualité des eaux de baignade et des cours d’eau peut être consultée sur un site dédié géré par les agences de l’eau et l’Agence française pour la biodiversité.

### Climat
Pour des articles plus généraux, voir Climat du Grand Est et Climat des Vosges.
En 2010, le climat de la commune est de type climat des marges montargnardes, selon une étude du Centre national de la recherche scientifique s'appuyant sur une série de données couvrant la période 1971-2000. En 2020, Météo-France publie une typologie des climats de la France métropolitaine dans laquelle la commune est exposée à un climat semi-continental et est dans la région climatique  Vosges, caractérisée par une pluviométrie très élevée (1 500 à 2 000 mm/an) en toutes saisons et un hiver rude (moins de 1 °C). 
Pour la période 1971-2000, la température annuelle moyenne est de 9,6 °C, avec une amplitude thermique annuelle de 17,3 °C. Le cumul annuel moyen de précipitations est de 1 131 mm, avec 12,1 jours de précipitations en janvier et 11 jours en juillet. Pour la période 1991-2020, la température moyenne annuelle observée sur la station météorologique de Météo-France la plus proche, « Ban-de-Sapt », sur la commune de Ban-de-Sapt à 8 km à vol d'oiseau, est de 10,3 °C et le cumul annuel moyen de précipitations est de 1 027,3 mm. 
La température maximale relevée sur cette station est de 36,9 °C, atteinte le 7 août 2015 ; la température minimale est de −17 °C, atteinte le 19 décembre 2009,,. 
Les paramètres climatiques de la commune ont été estimés pour le milieu du siècle (2041-2070) selon différents scénarios d'émission de gaz à effet de serre à partir des nouvelles projections climatiques de référence DRIAS-2020. Ils sont consultables sur un site dédié publié par Météo-France en novembre 2022.

## Urbanisme

### Typologie
Au 1er janvier 2024, Remomeix est catégorisée commune rurale à habitat dispersé, selon la nouvelle grille communale de densité à sept niveaux définie par l'Insee en 2022.
Elle appartient à l'unité urbaine de Saint-Dié-des-Vosges, une agglomération intra-départementale regroupant 16  communes, dont elle est une commune de la banlieue,,. Par ailleurs la commune fait partie de l'aire d'attraction de Saint-Dié-des-Vosges, dont elle est une commune de la couronne,. Cette aire, qui regroupe 47 communes, est catégorisée dans les aires de 50 000 à moins de 200 000 habitants,.

### Occupation des sols
L'occupation des sols de la commune, telle qu'elle ressort de la base de données européenne d’occupation biophysique des sols Corine Land Cover (CLC), est marquée par l'importance des territoires agricoles (71,5 % en 2018), en diminution par rapport à 1990 (75,3 %). La répartition détaillée en 2018 est la suivante : 
prairies (38,8 %), zones agricoles hétérogènes (32,7 %), zones urbanisées (12,4 %), forêts (10,5 %), espaces verts artificialisés, non agricoles (5,6 %). L'évolution de l’occupation des sols de la commune et de ses infrastructures peut être observée sur les différentes représentations cartographiques du territoire : la carte de Cassini (XVIIIe siècle), la carte d'état-major (1820-1866) et les cartes ou photos aériennes de l'IGN pour la période actuelle (1950 à aujourd'hui).

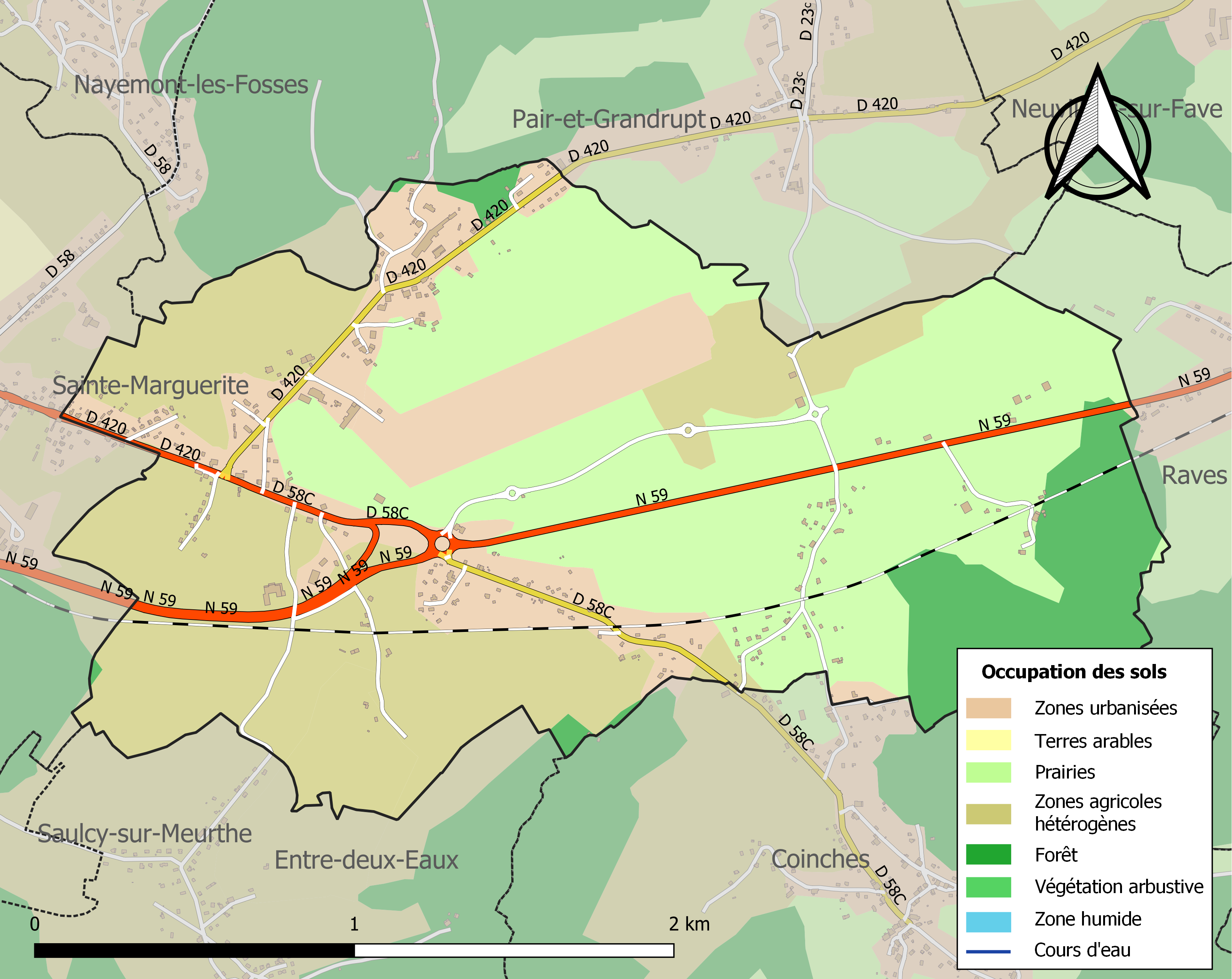
Carte des infrastructures et de l'occupation des sols de la commune en 2018 (CLC).

### Voies de communications et transports

#### Voies routières
- N59 permettant de rejoindre l'Alsace par le tunnel de Sainte-Marie-aux-Mines[19] vers l'est, et Nancy par l'ouest.
- D420 reliant Saint-Dié à Strasbourg par Neuvillers-sur-Fave et le col de Saales.

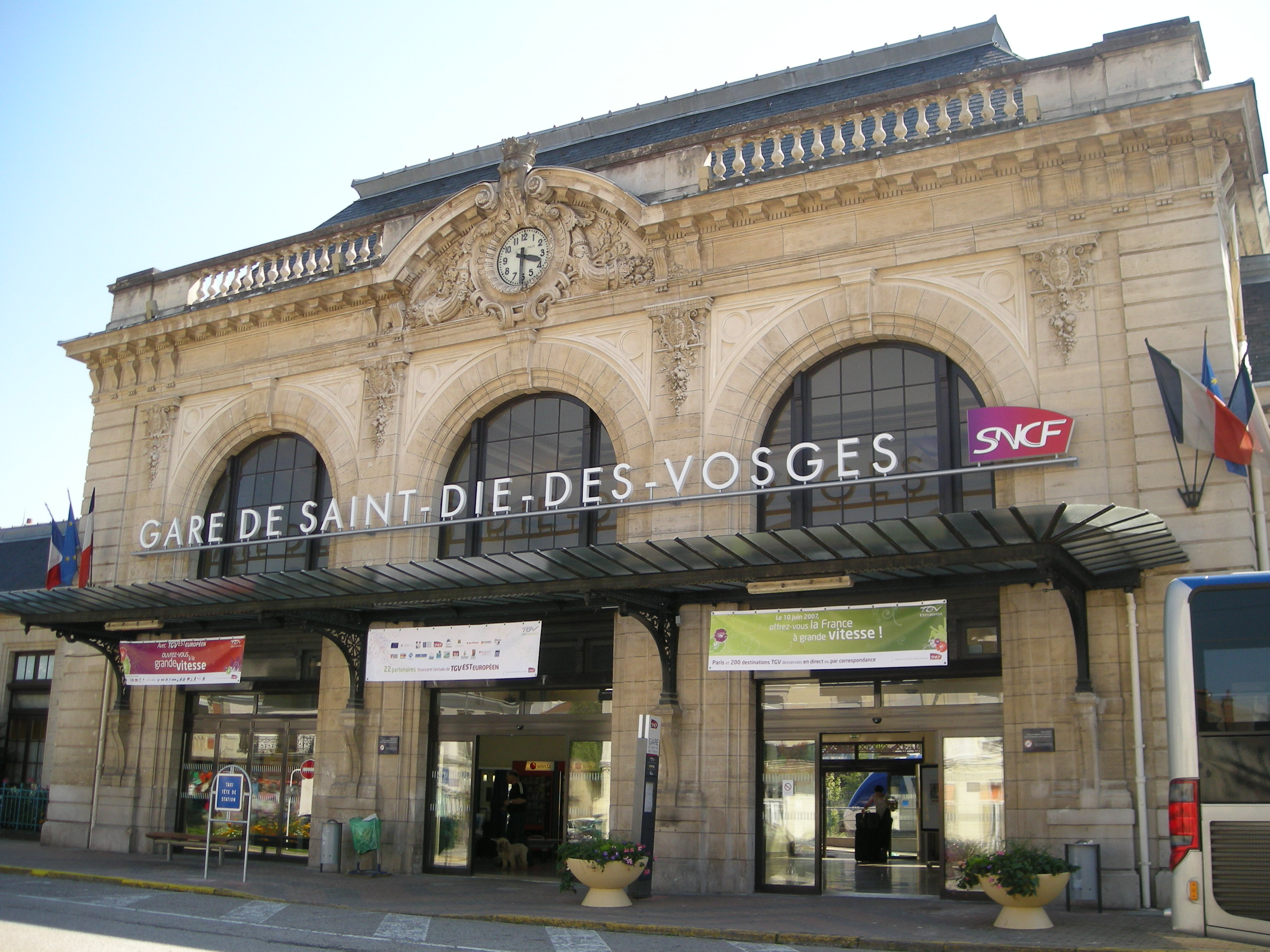
Gare de Saint-Dié-des-Vosges.

- D58C permettant l'accès à Coinches.

#### Transports en commun
- Autocar : Ligne 21 Fluo Grand Est entre Saint-Dié-des-Vosges et Sélestat. Le seul arrêt sur la commune, dénommé « Remomeix Abri », est situé au croisement de la D420 et de la D58C.

#### Lignes SNCF
- Gare de Saint-Dié-des-Vosges
- Gare de Saint-Michel-sur-Meurthe

## Toponymie
Le nom de la localité est attesté sous les formes Remummeis (1188) ; Remomeix (XIIIe siècle) ; Remontmeix (1309) ; Jehan de Remonmes (1343) ; Remonmeix (1349) ; Remommeix (1575) ; Romomey (1594) ; Remomer (XVIIe siècle) ; Remomey (1711).

Le mot meix provient du latin médiéval mesus, donné sous mex, maison, dans  ; Le mot est attesté au XIIe siècle en français sous la forme meis , puis meix au XIIIe siècle (Cartulaire de Commercy ds Du Cange, s.v. messes)« terrain attenant à une maison, jardin », du latin populaire *masu issu de mansum, accusatif de mansus, participe passé substantivé ; du latin maneo qui signifie rester. Signification : « propriété rurale », d'après le Dictionnaire d'ancien français de Godefroy. Meix est un appellatif toponymique fréquent qui entre dans la composition de nombreux noms de lieux en France. Il est répandu dans de nombreuses régions de France, particulièrement dans la moitié est du territoire comme la Lorraine, la Bourgogne Franche-Comté, les Alpes ( Savoie, Suisse romande..). Il désigne suivant les endroits seulement un jardin, une propriété rurale ou, le plus souvent dans les régions montagneuses, « la ferme avec ses dépendances, ses terres, son verger et son potager ». Les meix des Vosges ou du Jura s’apparentent dans leur configuration aux mas d’Auvergne et du Limousin, bien qu'ils n'en partagent pas tout à fait la même origine.
Remomeix devrait son nom, selon certains toponymistes[Qui ?], à un hypothétique Ramo qui y possédait une propriété, sans que l'on ne puisse en dire plus.
Peut-on postuler une hypothèse d'une racine celtique, soit "rémo" au sens de premier, qualifiant le manse ou domaine gallo-romain (et peut-être gaulois auparavant) ? Il s'agirait du premier domaine de la vallée aménagée de la Fave.[réf. nécessaire]

## Histoire
La commune a été décorée de la croix de guerre 1914-1918.

### Affaire des Témoins de Jéhovah
En 1997, une affaire relayée par la presse nationale, telle que L'Express ou Libération, a fait parler du village. En effet, les Témoins de Jéhovah voulaient acheter le terrain d'une ancienne scierie à l'époque à l'abandon pour y implanter leur sixième centre régional. L'installation ne posait pas trop de problèmes aux élus locaux, jusqu'à ce que ceux-ci lisent un rapport rédigé par les députés. Ce rapport considérait les Témoins de Jéhovah comme une « secte apocalyptique ».
Un revirement de situation eut alors lieu : le maire, Maurice Bastien, s'opposa fortement à l'implantation, les habitants également. De ce fait, 2000 adeptes, soit 4 fois la population locale, se sont réunis dans le village, ce qui a entraîné diverses procédures judiciaires.
Finalement, la mairie de Remomeix a obtenu gain de cause devant le tribunal administratif et l'installation ne s'est pas faite.

## Lieux et monuments
- Église Saint-Laurent :  chœur du XVIe siècle, nef et fonts baptismaux en grès du XVIIIe siècle. La chapelle Saint-Laurent au fond du cimetière fut longtemps un lieu de culte et de dévotions pour combattre les maladies de la peau. On y voit encore des lambeaux de tissus destinés à ces dévotions.
  - Vitraux de Gabriel Loire[26]
  - Patrimoine mobilier[27],[28] :
    - Maître-autel et de son tabernacle XIIIe siècle[29]
    - Autel, statue Saint Laurent (autel secondaire)[30]
    - Statue Saint Laurent[31]
    - Autel, statue Vierge à l'Enfant (autel secondaire)[32]
    - Statue Saint Hippolyte[33]
    - Christ en croix[34]
    - Fonts baptismaux[35]

- Statue Saint Laurent au cimetière[36].
- Monument aux morts[37].
- Patrimoine architectural rural recensé par le service de l'Inventaire général du patrimoine culturel : Maisons et fermes[38],[39],[40]

## Politique et administration

### Budget et fiscalité 2022

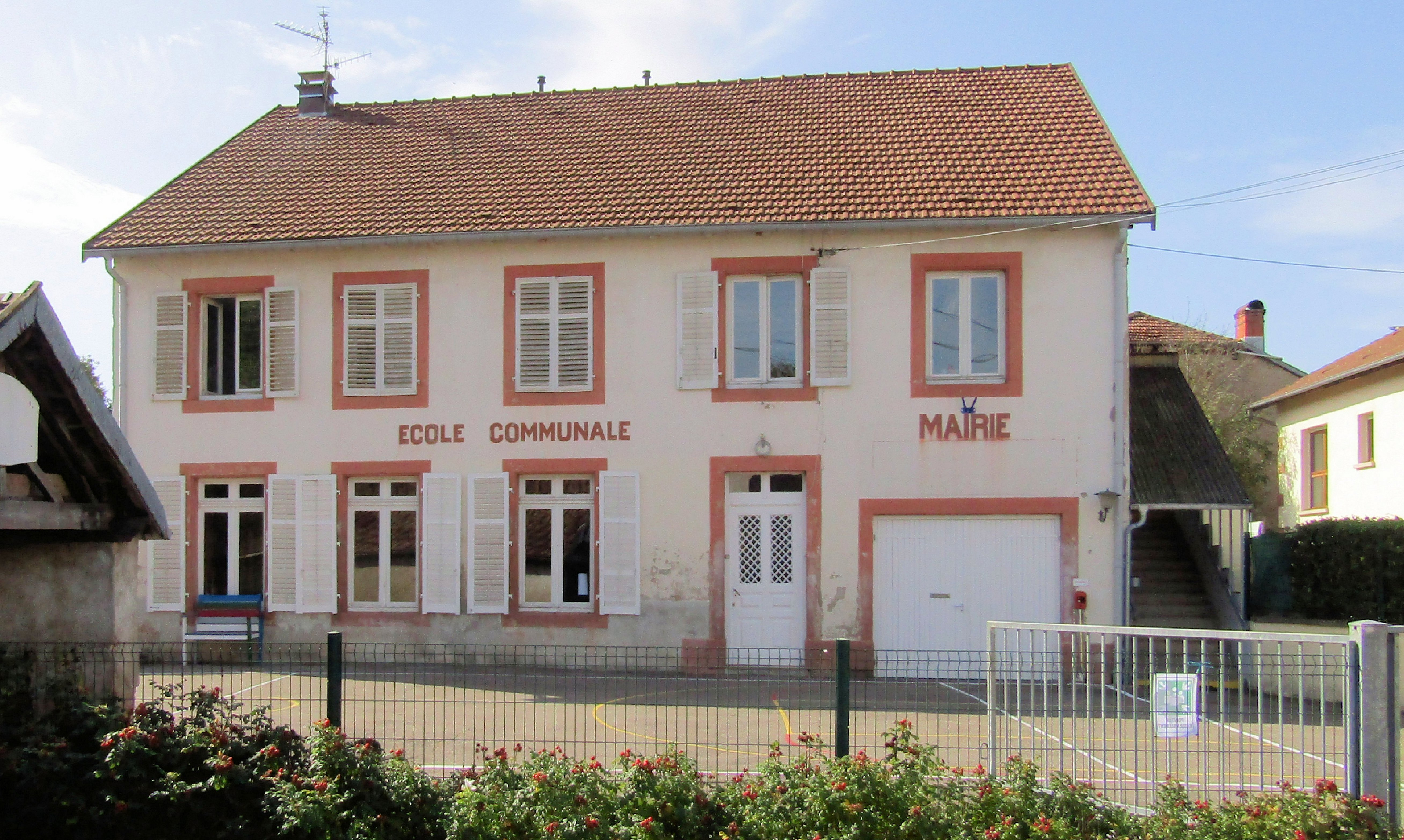
La mairie-école.

En 2022, le budget de la commune était constitué ainsi :
- total des produits de fonctionnement : 272 000 €, soit 589 € par habitant ;
- total des charges de fonctionnement : 198 000 €, soit 430 € par habitant ;
- total des ressources d'investissement : 725 000 €, soit 1 572 € par habitant ;
- total des emplois d'investissement : 255 000 €, soit 553 € par habitant ;
- endettement : 693 000 €, soit 1 504 € par habitant.

Avec les taux de fiscalité suivants :
- taxe d'habitation : 15,50 % ;
- taxe foncière sur les propriétés bâties : 36,45 % ;
- taxe foncière sur les propriétés non bâties : 14,20 % ;
- taxe additionnelle à la taxe foncière sur les propriétés non bâties : 0,00 % ;
- cotisation foncière des entreprises : 0,00 %.

Chiffres clés Revenus et pauvreté des ménages en 2021 : médiane en 2021 du revenu disponible, par unité de consommation : 21 390 €.

### Liste des maires
| Période                                  | Période  | Identité         | Étiquette | Qualité                         |
| ---------------------------------------- | -------- | ---------------- | --------- | ------------------------------- |
| Les données manquantes sont à compléter. |          |                  |           |                                 |
|                                          |          | Georges Minette  |           |                                 |
| mars 1971                                | 1976     | Serge Noël       |           | Professeur                      |
|                                          |          | Jean Suéry       |           |                                 |
| 1983                                     | 1989     | André Dieudonné  |           |                                 |
|                                          |          | François Minette |           |                                 |
| juin 1995                                | 2020     | Maurice Bastien  | SE        | Patron de scierie               |
| 2020                                     | En cours | David Laxenaire  | SE        | Contremaître, agent de maîtrise |

## Population et société

### Démographie

#### Évolution démographique
L'évolution du nombre d'habitants est connue à travers les recensements de la population effectués dans la commune depuis 1793. Pour les communes de moins de 10 000 habitants, une enquête de recensement portant sur toute la population est réalisée tous les cinq ans, les populations de référence des années intermédiaires étant quant à elles estimées par interpolation ou extrapolation. Pour la commune, le premier recensement exhaustif entrant dans le cadre du nouveau dispositif a été réalisé en 2005.

En 2022, la commune comptait 435 habitants, en évolution de −9,94 % par rapport à 2016 (Vosges : −2,96 %, France hors Mayotte : +2,11 %).
| 1793 | 1800 | 1806 | 1821 | 1831 | 1836 | 1841 | 1846 | 1856 |
| ---- | ---- | ---- | ---- | ---- | ---- | ---- | ---- | ---- |
| 257  | 264  | 249  | 246  | 287  | 306  | 291  | 306  | 240  |

| 1861 | 1866 | 1876 | 1881 | 1886 | 1891 | 1896 | 1901 | 1906 |
| ---- | ---- | ---- | ---- | ---- | ---- | ---- | ---- | ---- |
| 245  | 250  | 265  | 252  | 235  | 220  | 226  | 226  | 227  |

| 1911 | 1921 | 1926 | 1931 | 1936 | 1946 | 1954 | 1962 | 1968 |
| ---- | ---- | ---- | ---- | ---- | ---- | ---- | ---- | ---- |
| 252  | 264  | 250  | 254  | 242  | 239  | 247  | 247  | 281  |

| 1975 | 1982 | 1990 | 1999 | 2005 | 2006 | 2010 | 2015 | 2020 |
| ---- | ---- | ---- | ---- | ---- | ---- | ---- | ---- | ---- |
| 401  | 444  | 461  | 444  | 448  | 462  | 458  | 480  | 446  |

| 2022 | - | - | - | - | - | - | - | - |
| ---- | - | - | - | - | - | - | - | - |
| 435  | - | - | - | - | - | - | - | - |

### Enseignement
Établissements d'enseignements :
- Écoles maternelles et primaires à Coinches, Sainte-Marguerite, Nayemont-les-Fosses, Raves, Saulcy-sur-Meurthe.
- Collèges à Saint-Dié-des-Vosges.
- Lycées à Saint-Dié-des-Vosges.

### Santé
Professionnels et établissements de santé :
- Médecins à Saulcy-sur-Meurthe, Ban-de-Laveline, Le Beulay, Provenchères-sur-Fave, Saint-Michel-sur-Meurthe, Fraize.
- Pharmacies à Saulcy-sur-Meurthe, Ban-de-Laveline, Provenchères-sur-Fave, Saint-Michel-sur-Meurthe, Fraize.
- Hôpitaux à Fraize, Sainte-Marie-aux-Mines, Le Bonhomme, Gerbépal, Senones, Lapoutroie.

### Cultes
- Culte catholique, Paroisse Sainte-Marguerite[50].

## Économie

### Entreprises et commerces

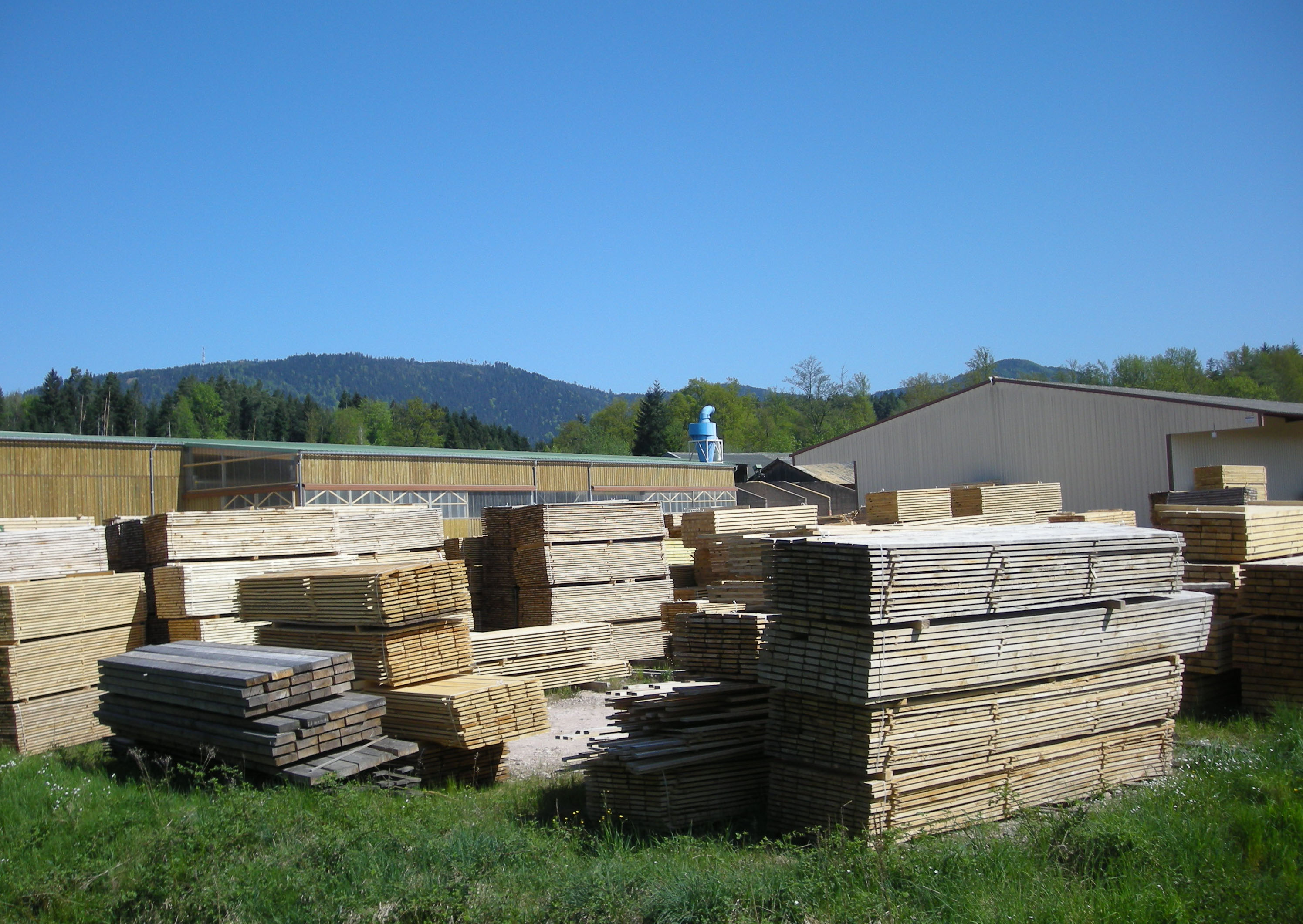
La scierie
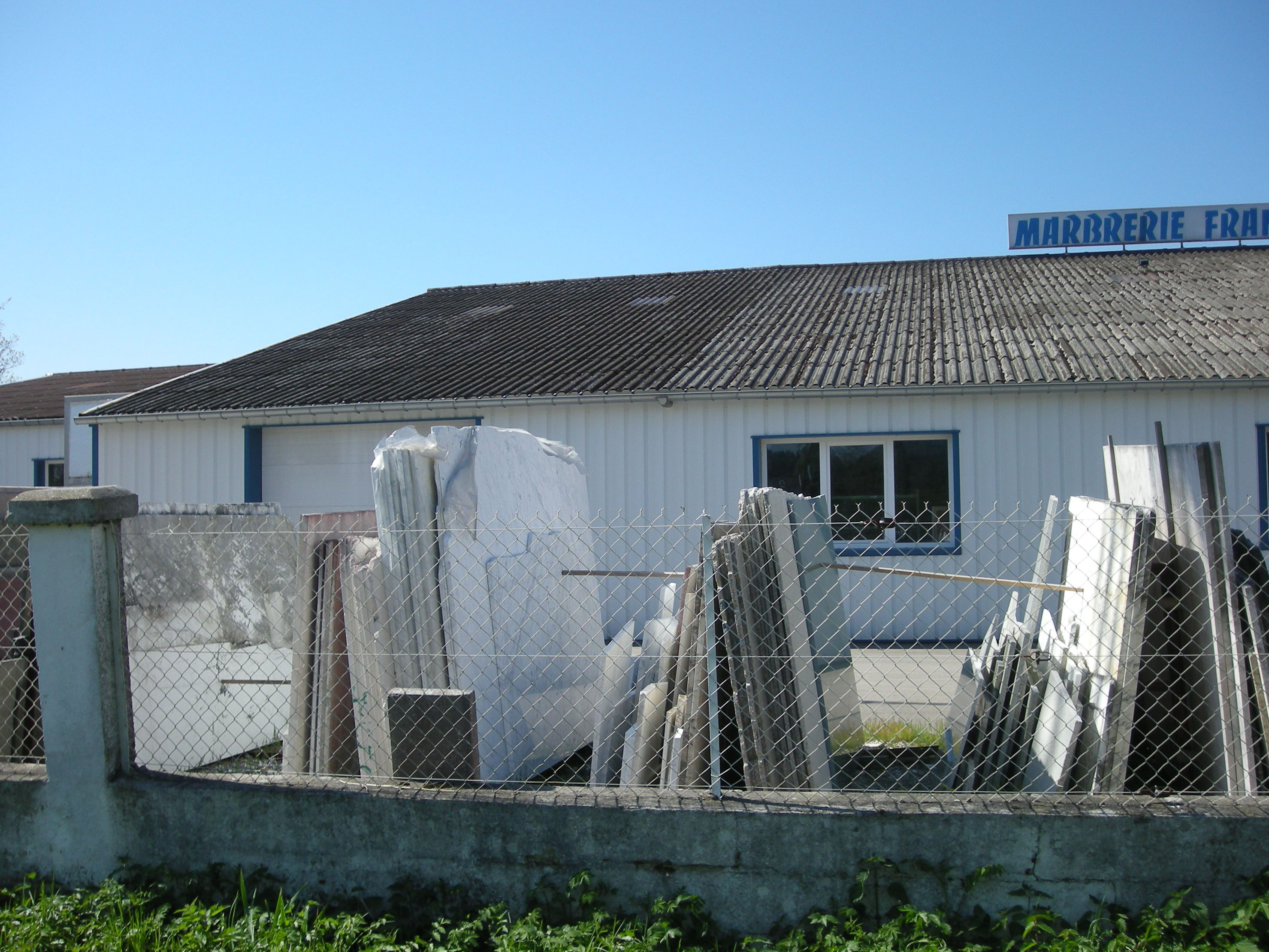
La marbrerie
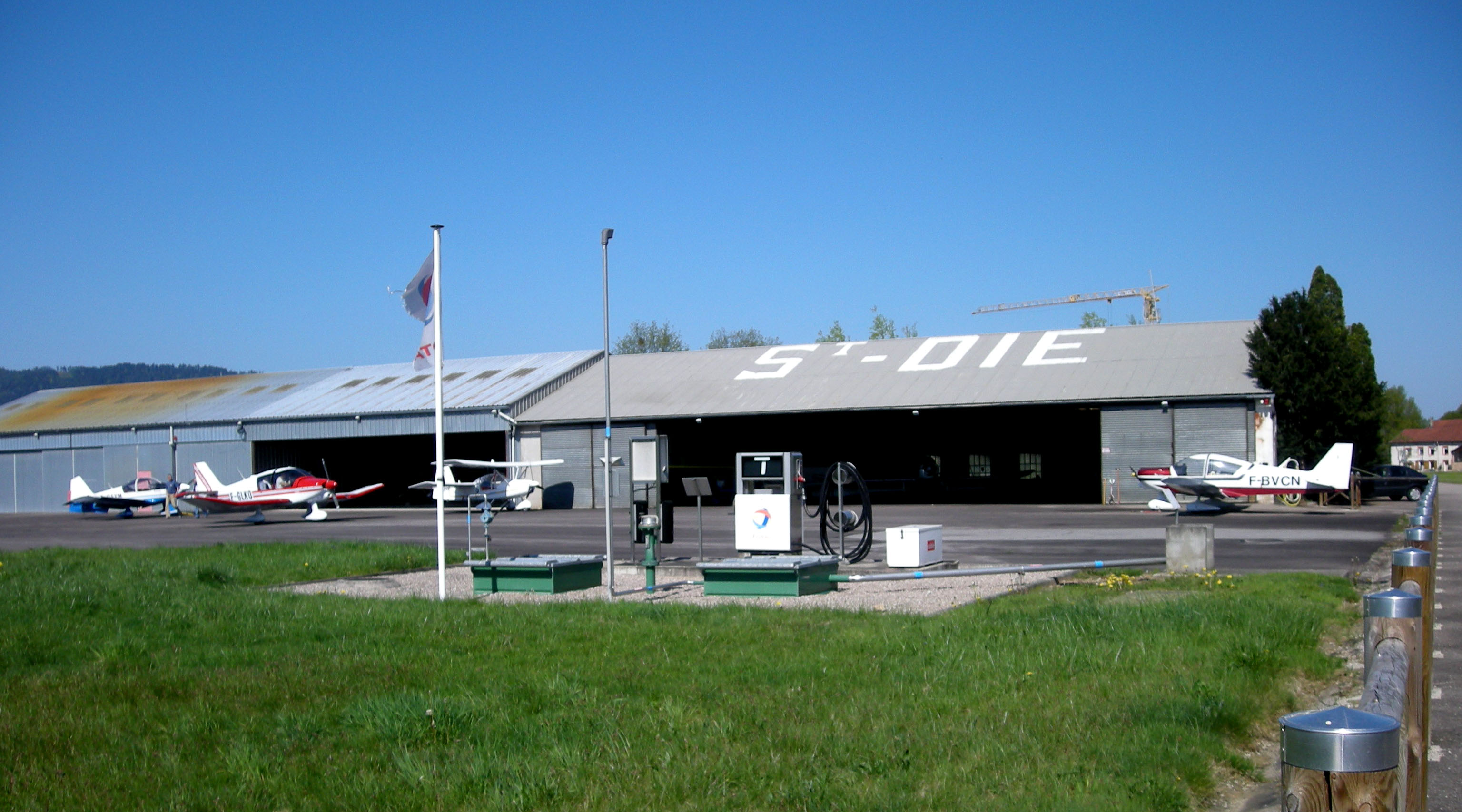
L'aérodrome René-Fonck

Actuellement, l'économie du village repose essentiellement sur l'exploitation du bois (une scierie et une menuiserie sont présentes dans la commune), l'élevage de bovins, la marbrerie et la ferronnerie.
Toutefois, elle se diversifie depuis 2008 avec la construction d'une zone d'activité sur une superficie de 53 hectares.
Un aérodrome y a développé ses activités à partir des années 1960.

#### Agriculture
- Culture de céréales, de légumineuses et de graines oléagineuses.
- Autres cultures non permanentes.
- Élevage de vaches laitières.
- Élevage d'autres bovins et de buffles.

#### Tourisme
- Hébergements et restauration à Remomeix, Gemaingoutte, Saint-Dié-des-Vosges, Nayemont-les-Fosses.

#### Commerces
- Commerces et services de proximité.

## Pour approfondir